# I Know What You Did Last Summer (Shawn Mendes e Camila Cabello)
I Know What You Did Last Summer è un singolo del cantante canadese Shawn Mendes e della cantante statunitense Camila Cabello, pubblicato il 18 novembre 2015 come primo estratto dalla ri-edizione del primo album in studio di Mendes, Handwritten, su etichetta Island Records.
Ha raggiunto la top 20 nella classifica statunitense Billboard Hot 100 nella Billboard Canadian Hot 100. Mendes e Cabello hanno pubblicizzato la canzone con diverse esibizioni in programmi televisivi come The Tonight Show e il People's Choice Awards nel 2016.

## Pubblicazione
Il singolo, I Know What You Did Last Summer, è stato scritto da Mendes durante il backstage di una tappa del The 1989 World Tour di Taylor Swift, mentre Cabello era l'artista ospite, facente ancora parte del gruppo Fifth Harmony. "Noi eravamo nel backstage. C'erano tipo 100 persone nel mio camerino, e c'era da impazzire, ma avevo questa chitarra con me e stavo improvvisando, così noi abbiamo scritto il ritornello in solo 30 minuti" ha detto Mendes durante il video sulla creazione della canzone. "Decidemmo di andare in studio, e in 11 ore di sessione studio avevamo finito di scrivere la canzone." Dopo una esibizione al Live with Kelly and Michael, Cabello ha detto: "Stavamo improvvisando qualcosa, non eravamo veramente coscienti nel scrivere una canzone. Tiravamo fuori melodie e mettevamo il testo in esse; non credevamo di aver una canzone."

## Descrizione
Mendes e Cabello hanno co-scritto la canzone con i produttori Ido Zmishlany, Noel Zancanella e Ryan Tedder, con Bill Withers che ha ricevuto i crediti per aver interpolato il suo singolo del 1971 Ain't No Sunshine. Cabello ha descritto I Know What You Did Last Summer come una "conversazione tra due persone legate in una relazione che sta morendo, che però nessuno dei due vuole ammettere." La canzone è cantata in chiave di La minore a tempo di 114 battiti al minuto.

## Successo commerciale
Il brano ha debuttato alla 97ª posizione della classifica statunitense Billboard Hot 100 il 5 dicembre 2015 per poi raggiungere la 55ª nella settimana successiva. Il 30 gennaio 2016 la canzone raggiunge la ventesima posizione, diventando il secondo singolo di Mendes a piazzarsi nella top 20 della classifica, dopo la canzone Stitches, che ha raggiunto la quarta posizione il 31 ottobre 2015.

## Video musicale
Il videoclip della canzone è stato pubblicato il 20 novembre 2015 ed è stato diretto da Ryan Pallotta. Nel video, Mendes e Cabello, rispettivamente di 17 e 18 anni al momento della realizzazione della canzone e delle riprese del video, camminano in un paesaggio oscuro e desolato. Cabello cantando cerca di convincere Mendes che non era sua intenzione tradirlo mentre camminano uno verso l'altro senza mai avvicinarsi. Verso di loro va impetuosa una tempesta di sabbia, una tempesta di neve e poi un temporale, finendo con una sorta di calma come il loro disperato tentativo di riparare la relazione. A ottobre 2018, il video conta più di 280 milioni di visualizzazioni su YouTube.

## Esibizioni dal vivo
La prima esibizione televisiva della canzone è stata durante lo show Live with Kelly and Michael il 20 novembre 2015. Hanno inoltre cantato durante lo show The Late Late Show with James Corden il 24 novembre 2015, e al Pitbull's New Year's Revolution il 31 dicembre 2015 a Miami. Il 4 gennaio 2016 Mendes e Cabello si sono esibiti di nuovo durante lo show The Tonight Show Starring Jimmy Fallon. Preceduto da una performance di Stitches, Mendes e Cabello hanno cantato I Know What You Did Last Summer ai People's Choice Awards 2016. Hanno cantato il brano anche al The Ellen DeGeneres Show il 17 febbraio 2016.

## Classifiche
| Classifica (2015-16)       | Posizione massima |
| -------------------------- | ----------------- |
| Australia                  | 33                |
| Belgio (Fiandre)           | 21                |
| Belgio (Vallonia)          | 22                |
| Canada                     | 19                |
| Danimarca                  | 21                |
| Francia                    | 192               |
| Germania                   | 90                |
| Italia                     | 53                |
| Paesi Bassi                | 17                |
| Portogallo                 | 12                |
| Regno Unito                | 42                |
| Repubblica Ceca            | 14                |
| Stati Uniti                | 20                |
| Stati Uniti (adult top 40) | 28                |
| Stati Uniti (pop)          | 10                |
| Svezia                     | 24                |
| Svizzera                   | 51                |